# 木上台
木上台（きのうえだい）は、大分県大分市の地名。現行行政地名は木上台一丁目及び木上台二丁目。住居表示実施済区域。

## 地理
大分市の稙田地区に属し、北に萌葱台、東に大字木上、西に大字田原と接している。

## 歴史

### 沿革
- 2021年（令和3年）1月16日 - 住居表示を実施に伴い、大字木上、大字市、大字田原の各一部（通称:カームタウン木ノ上）から、木上台一丁目及び木上台二丁目を新設[5]。

### 町名の変遷
| 実施後       | 実施年月日               | 実施前（各町名ともその一部） |
| ------------ | ------------------------ | ---------------------------- |
| 木上台一丁目 | 2021年（令和3年）1月16日 | 大字木上、大字田原           |
| 木上台二丁目 | 2021年（令和3年）1月16日 | 大字木上、大字市、大字田原   |

## 世帯数と人口
2022年（令和4年）3月31日現在（大分市発表）の世帯数と人口は以下の通りである。
| 丁目         | 世帯数  | 人口  |
| ------------ | ------- | ----- |
| 木上台一丁目 | 145世帯 | 535人 |
| 木上台二丁目 | 119世帯 | 403人 |
| 計           | 264世帯 | 938人 |

## 学区
市立小・中学校に通う場合、学区は以下の通りとなる（2022年4月時点）。
| 丁目         | 番・番地等 | 小学校             | 中学校             |
| ------------ | ---------- | ------------------ | ------------------ |
| 木上台一丁目 | 全域       | 大分市立稙田小学校 | 大分市立稙田中学校 |
| 木上台二丁目 | 全域       | 大分市立稙田小学校 | 大分市立稙田中学校 |

## その他

### 日本郵便
- 郵便番号 : 870-1169[2]（集配局 : 大分南郵便局[7]）。